# Halo: Spartan Assault
 (octobre 2019).
Si vous disposez d'ouvrages ou d'articles de référence ou si vous connaissez des sites web de qualité traitant du thème abordé ici, merci de compléter l'article en donnant les références utiles à sa vérifiabilité et en les liant à la section « Notes et références ».
Halo: Spartan Assault est un jeu vidéo développé par 343 Industries et Vanguard Entertainment et édité par Microsoft Studios. Il s'agit d'un jeu de tir en vue de haut, sorti sur Windows, Xbox 360, Xbox One et Windows Phone entre 2013 et 2014.

## Trame
Les événements de Halo: Spartan Assault se déroulent entre ceux de Halo 3 et de Halo 4. Le joueur contrôle les spartans Edward Davis et Sarah Palmer, qui combattent les Covenants.

## Système de jeu
Le jeu est lancé avec 25 missions solo, mais du contenu téléchargeable sera ajouté plus tard.